# Nadia Smyrnytska
Nadia Symonivna Smyrnytska (en ucraniano: Надія Симонівна Смирницька; 1852-7 de noviembre de 1889) fue un revolucionario naródnik ucraniana. Hija de un sacerdote asesinado por los cosacos, se unió a los populistas durante la década de 1870 y fue arrestada por sus actividades. Escapó del exilio forzado y pasó a trabajar para Naródnaya Volia, pero fue arrestada nuevamente y encarcelada en Kara katorga. Allí, junto con otras mujeres revolucionarias encarceladas, se suicidó en protesta por los abusos que sufrían las autoridades penitenciarias.

## Biografía
Nadia Symonivna Smyrnytska nació en 1852, en la gobernación de Kiev del Imperio ruso, en la familia de un sacerdote local. En 1855, su padre Symon Smyrnytskyi fue torturado y asesinado durante la insurrección de los cosacos de Kiev, que exigían la abolición de la servidumbre.
En 1876, Smyrnytska se unió a un círculo naródnik en Kiev. Fue arrestada por sus actividades en mayo de 1879 y exiliada a Solvychegodsk, en el norte de Rusia, donde se casó con Ivan Kalyuzhny. Logró escapar en marzo de 1880, junto con su nuevo marido. Luego viajó a Moscú, donde se unió a Naródnaya Volia y abrió una oficina de pasaportes para la organización en su apartamento.
Fue arrestada nuevamente en marzo de 1882 y juzgada en el Proceso de los 17, en el que fue condenada a 15 años de trabajos penitenciarios en Kara katorga. En protesta contra el abuso de las mujeres encarceladas en Kara, se suicidó en noviembre de 1889, junto con Nadezhda Sigida y sus compañeras revolucionarias ucranianas Maria Kovalevska y Maria Kalyuzhnaya.

## Lectura adicional
- «Смирницкая, Надежда Семеновна» [Smirnitskaya, Nadezhda Semenovna]. Hrono.ru (en ruso). 20 de enero de 2000. Consultado el 25 de enero de 2024.
- «Смирницкая НАДЕЖДА СИМОНИВНА». Galicia Division (en ruso). 2011. Archivado desde el original el 24 de agosto de 2013. Consultado el 25 de enero de 2024.

- Datos: Q4424537